# Ernest-Charles Lasègue
Ernest-Charles Lasègue (Parigi, 5 settembre 1816 – Parigi, 20 marzo 1883) è stato un medico francese.
Ricevuto il dottorato all'università di Parigi nel 1847, nonostante egli inizialmente avesse intrapreso gli studi da filosofo, fu grazie agli scritti del medico Armand Trousseau che cambiò idea.

## Studi
Venne subito utilizzato dal governo francese che nell'anno successivo notando un'epidemia di colera nel sud della Russia decisero di inviarlo per degli studi sulla malattia, divenne successivamente professore dell'ospedale Necker dove rimase fino alla sua morte. Egli è stato impegnato in diverse attività, nel 1860 il suo interesse si spostò verso le malattie mentali, arrivando a essere uno dei primi medici a descrivere l'anoressia nervosa e il complesso di persecuzione.

## Scoperte
A lui si deve la scoperta dell'eponimo segno di Lasègue, significativo sia nella sciatalgia sia nei problemi riguardante i dischi vertebrali.
Suo è l'aforisma pronunciato nel 1884 " i patologi da tempo sono a conoscenza del fatto che la febbre reumatica lambisce le articolazioni, ma morde il cuore".